# Cypripedium californicum
Cypripedium californicum é uma espécie de orquídea terrestre, família Orchidaceae, que habita o sudoeste do Oregon e norte da California, nos Estados Unidos da América.